# 也門航空航點
以下是也門航空的直航目的地（2008年12月）：

## 非洲

### 東非
- - 莫羅尼（賽義德·易卜拉欣王子國際機場）
- - 吉布提（吉布提國際機場）
- - 阿斯馬拉（阿斯馬拉國際機場）
- 衣索比亞
  - 亞的斯亞貝巴（亞的斯亞貝巴博萊國際機場）

### 北非
- 埃及
  - 開羅（開羅國際機場）
- 苏丹
  - 喀土穆（喀土穆國際機場）

## 亞洲

### 南亞
- - 達卡（齊亞國際機場）
- 印度
  - 孟買（賈特拉帕蒂·希瓦吉國際機場）

### 東南亞
- 印度尼西亞
  - 雅加達（蘇卡諾-哈達國際機場）
- 马来西亚
  - 吉隆坡（吉隆坡國際機場）

### 東亞
- 中国
  - 廣州（白雲國際機場）

### 西亞
- 巴林
  - 麥納麥（巴林國際機場）
- 约旦
  - 安曼（阿勒婭王后國際機場）
- 科威特
  - 科威特（科威特國際機場）
- 黎巴嫩
  - 貝魯特（貝魯特－拉菲克·哈里里國際機場）
- - 多哈（多哈國際機場）
- 沙烏地阿拉伯
  - 吉達（阿卜杜勒-阿齊茲國王國際機場）
  - 利雅得（哈立德國王國際機場）
- 叙利亚
  - 大馬士革（大馬士革國際機場）
- 阿联酋
  - 阿布扎比（阿布扎比國際機場）
  - 迪拜（迪拜國際機場）重點城市
- 葉門
  - 亞丁（亞丁國際機場）重點城市及樞紐機場
  - Al Ghaydah（Al Ghaydah Airport）
  - 穆卡拉（里揚機場）
  - 荷台達（荷台達國際機場）
  - 薩那（薩那國際機場）樞紐機場
  - Seiyun（Sayun Airport）
  - 索科特拉島（索科特拉機場）
  - 塔伊茲（塔伊茲國際機場）

## 歐洲
- 法國
  - 馬賽（馬賽普羅旺斯機場）
  - 巴黎（巴黎夏爾·戴高樂機場）
- 德国
  - 法蘭克福（法蘭克福國際機場）
- 義大利
  - 羅馬（罗马—菲乌米奇诺列奥纳多·达芬奇国际机场）
- 英国
  - 倫敦（倫敦希斯路機場）

## 相關題目
- 也門航空